# Guisandera
Guisandera és una escultura de bronze, obra de Maria Luisa Sánchez-Ocaña, ubicada al Carrer Gascona d'Oviedo (Principat d'Astúries) des de l'any 2000.
L'escultura, feta de bronze, és obra de María Luisa Sánchez-Ocaña, i està datada 2000. Amb aquesta obra es tracta de donar reconeixement a totes les mares, a les quals se'ls homenatja per la seva tasca silenciosa, pacient, tant dom mestresses de casa, com en treballs realitzats en fondes, posades, cases de menjars i sidreries. La composició representa una dona entre fogons i una nena que mira atenta seves evolucions i consells. Les figures estan situades arran de terra, creant la proximitat que aquestes dones proporcionaven a tots els membres de les seves llars i amb els quals treballaven. Malgrat això hi ha una placa a terra amb el nom de l'autora i la data de col·locació de l'obra.